# Мысленное вращение

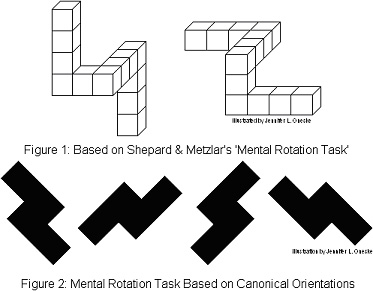
Фигура 1: Основана на тесте на мысленное вращение Шепарда и Мецлер; Фигура 2: Тест на мысленное вращение, основанный на правильной ориентации.

Мысленное вращение — это способность к вращению мысленных представлений двухмерных и трёхмерных фигур, связанная с визуальным представлением такого вращения в уме человека. Существует связь между отделами мозга, отвечающими за восприятие и мысленное вращение. Кроме этого, мысленное вращение может быть связано с когнитивной скоростью пространственной обработки и общим интеллектом.
Мысленное вращение может быть описано, как перемещение объектов мозгом для понимания их природы и происхождения. Оно изучается, главным образом, для понимания того, как психика распознаёт объекты в окружающей среде. Ментальное вращение — одна из когнитивных функций человека, которая позволяет ему узнать изменённый объект.
Процесс мысленного вращения может быть разделён на следующие этапы:
1. Создание мысленного образа объекта со всех сторон (путём представления объекта как в прямой проекции, так и во время поворотов).
2. Мысленное вращение объекта до появления сходства (путём ориентирования стимула на другую фигуру).
3. Сравнение.
4. Принятие решения о схожести или различии.
5. Сообщение о принятом решении (время реакции может быть записано при нажатии кнопки во время эксперимента).

## Процедура
В тесте на мысленное вращение испытуемые сравнивают два трёхмерных объекта (или буквы), часть из которых повёрнута на некоторой оси, и определяют, являются ли они одним и тем же изображением или же зеркальными изображениями (энантиоморфами). Обычно в ходе теста пары изображений поворачиваются на определённое число градусов (например, 0°, 60°, 120° или 180°). Итоговый стимульный материал состоит из исходной фигуры, её же, но повёрнутой и, наконец, её зеркального отражения. Экспериментатор оценивает испытуемых по тому, насколько точно и быстро они могут различить повёрнутые и зеркальные пары.

## Исследования феномена

### Шепард и Мецлер (1971)
Роджер Шепард и Жаклин Мецлер (1971) были одними из первых в изучении мысленного вращения. Их эксперимент был направлен на изучение мысленного вращения трёхмерных объектов. Каждому испытуемому предъявляли несколько пар асимметричных объектов (двухмерных или трёхмерных). Эксперимент был создан, чтобы измерить, сколько времени уйдёт у каждого испытуемого на то, чтобы определить, является ли пара объектов идентичной. Исследование показало, что время реакции в решении этой задачи было прямо пропорционально углу вращения объекта относительно исходной позиции. То есть, чем больше объект вращался относительно исходного положения, тем больше времени требовалось испытуемому, чтобы сравнить его с оригиналом.

### Ванденберг и Кьюз (1978)
В 1978 Стивен Ванденберг и Аллан Кьюз разработали тест, позволивший оценить способность к мысленному вращению. Он был основан на исходном исследовании Шепарда и Мецлера (1971). Стимульным материалом стали индийские рисунки тушью. Каждый стимул представлял собой двухмерное изображение трёхмерного объекта, созданное компьютером. Это изображение предъявлялось на осциллоскопе. Затем оно показывалось в разных положениях, повёрнутое вокруг вертикальной оси. Исследование выявило значимую разницу в показателях умственного вращения между мужчинами и женщинами, причём мужчины показали лучшие результаты. Корреляции с другими показателями продемонстрировали сильную связь с результатами тестов пространственных способностей испытуемых, а также отсутствие связи с их вербальными способностями.

## Нейронная активность
В 1999 был проведён эксперимент с целью обнаружить часть мозга, задействованную в процессе мысленного вращения. Семь добровольцев (4 мужчины и 3 женщины) возрастом от 21 до 66 лет стали испытуемыми. Во время эксперимента им показывали 8 символов, каждый из которых был предъявлен четыре раза (два в обычном положении и два — в повёрнутом). Испытуемым нужно было определить, был символ предъявлен в своём исходном положении или же был отзеркален. В процессе эксперимента проводилось ПЭТ-сканирование, в результате которого была выявлена активация в правой задней теменной доле мозга.
Исследования с помощью функциональной магнитно-резонансной томографии (фМРТ) демонстрируют постепенное усиление активации теменной доли (в частности, внутритеменной борозды), зависящее от сложности задачи. То есть, чем больше угол вращения, тем больше повышается активность мозга, связанная с этой задачей. Это повышение активации сопровождается более длительным временем выполнения мысленного вращения и более высокой частотой ошибок. Исследователи утверждают, что повышенная активность мозга, увеличенное время и повышенная частота ошибок указывают на то, что сложность задачи прямо пропорциональна углу поворота.

## Цвет

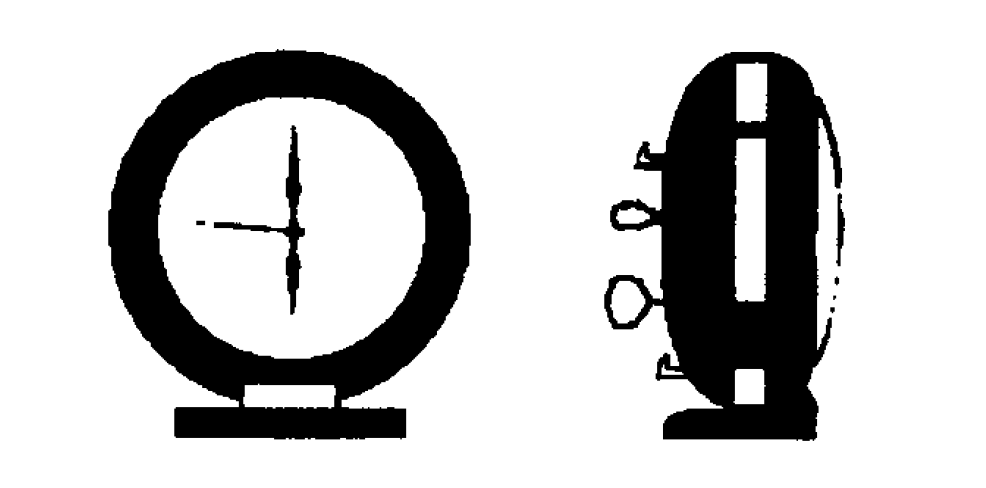
Вращение вглубь на 90°

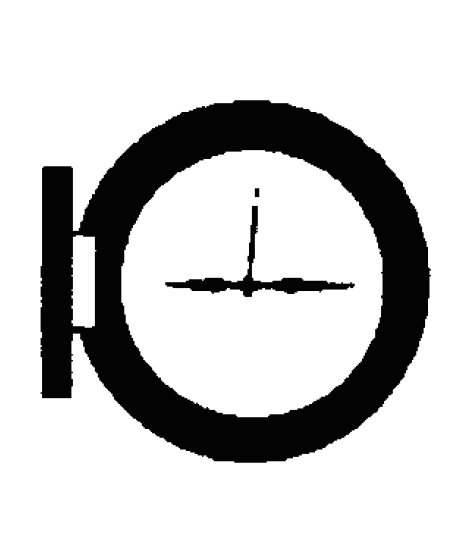
Вращение в плоскости изображения на 90°

Физические объекты, которые люди подвергают мысленному вращению в повседневной жизни, обладают многими свойствами, такими как, например, текстуры, формы и цвета. Исследователи из Калифорнийского университета Санта-Барбары решили изучить степень, в которой визуальная информация (например, цвет) представлена во время мысленного вращения. Это исследование использовало несколько методов — изучение времени реакции, анализ вербального протокола и отслеживание глаз. В первоначальных экспериментах на время реакции испытуемые с плохим навыком мысленного вращения подверглись влиянию цвета, тогда как люди с хорошим навыком не зависели от него. В целом, респонденты со слабо развитым навыком мысленного вращения быстрее и точнее идентифицировали изображения, которые были одинакового цвета. Анализ вербального протокола показал, что испытуемые с низкими пространственными способностями упоминали цвет объекта в задаче на мысленное вращение чаще, чем те, чьи пространственные способности были высоки. Этот эксперимент позволил сделать вывод о том, что люди с более развитой способностью к мысленному вращению будут с меньшей вероятностью представлять цвет в ходе решения этой задачи. Испытуемые с более слабым навыком вращения, напротив, будут чаще представлять цвет в процессе решения задачи, используя фрагментарные стратегии (Khooshabeh & Hegarty, 2008).

## Влияние атлетизма и художественных способностей
Были также проведены исследования того, как атлетизм и художественные способности влияют на мысленное вращение. Пич и Дженсен (2012) обнаружили, что атлеты и музыканты обладают более быстрой реакцией, чем люди, не специализировавшиеся в этих областях. Изучить это помогло деление испытуемых (возраст которых начинался с 18-ти лет) на три группы. Группы включали в себя, соответственно, студентов, обучающихся музыке, спорту и педагогике. Обнаружилось, что студенты-спортсмены лучше справлялись с мысленным вращением, чем те, кто изучали музыку или педагогику. Кроме этого, мужчины-спортсмены показали более быструю скорость реакции, чем женщины. Однако, значимой разницы в результатах женщин и мужчин-музыкантов выявлено не было.
Моро, Клерк и др. (2012) также решили проверить, будут ли спортсмены более пространственно осведомлены, чем люди, не имеющие отношения к спорту. В эксперименте приняли участие студенты старших курсов колледжей. Их тестировали дважды: до начала тренировок и после (разброс составил 10 месяцев). Кроме этого, их тренировали в двух разных видах спорта, чтобы проверить, поможет ли это их ориентации в пространстве. Результаты показали, что испытуемые решали задачи на мысленное вращение после спортивной тренировки лучше, чем до неё.
Ещё одно исследование было посвящено влиянию мысленного вращения на постуральную стабильность. Испытуемые сначала решали задачи на мысленное вращение (стимулами являлась нога, рука и не связанная с телом машина), а затем балансировали на одной ноге. Оказалось, что задачи, включающие ногу, как стимул, провоцировали большую успешность в балансировании, чем те, в которых предъявлялась рука или машина (даже по истечении 60 минут).
Кроме того, изучалась разница в способностях к мысленному вращению (как вглубь, так и в плоскости) среди гимнастов, гандболистов и футболистов. Результаты показали, что спортсмены были более успешны в умственном вращении, тесно связанном с их специализацией в спорте.
Существует связь между мысленным вращением и двигательной способностью у детей (особенно сильно оно заметно у мальчиков в возрасте 7-8 лет). Более того, с помощью оценки двигательной способности, можно достаточно точно предсказать способность к мысленному вращению у ребёнка.
Тест на мысленное вращение был проведён на гимнастах, людях, занимающихся спортивным ориентированием, бегунах, а также людях, со спортом не связанных. Результаты показали, что люди, не имеющие отношения к спорту, демонстрировали более слабую способность к мысленному вращению, чем занимающиеся спортивным ориентированием или гимнасты. Однако, их результаты значимо не отличались от результатов бегунов. При этом, спортсмены, занимающиеся ориентированием (аллоцентрические спортсмены) превзошли гимнастов (эгоцентрических спортсменов).

## Гендерные различия
Различные исследования показали, что существует разница между мужчинами и женщинами в задачах на мысленное вращение. Для объяснения этого феномена была изучена активность мозга во время выполнения задачи. В 2012 года было проведено исследование. Испытуемыми стали люди с высшим образованием (естественнонаучным или гуманитарным). Мужчин и женщин просили решить задачи на мысленное вращения во время того, как их мозговая активность регистрировалась с помощью фМРТ. Была обнаружена разница в активации мозга: мужчины проявляли более сильную активность в области, используемой в задаче.
Исследование, проведённое в 2008 году, показало, что эта разница возникает уже на ранних стадиях онтогенеза. Эксперимент проводился на 3-4 месячных младенцах с использованием двухмерного мысленного вращения. Для фиксации результатов использовался аппарат предпочтения, наблюдавший за временем зафиксированного на объекте взгляда ребёнка. Сначала исследовали ознакомили испытуемых с числом «1» и вариациями его вращения. Затем было предъявлено изображение повёрнутого «1» и его зеркальное отражение. Оказалось, что мальчиков больше интересовало зеркальное изображение, а девочки одинаково реагировали на обе картинки. Исследователи предположили, что это может означать межполовую разницу в обработке мысленного вращения.
Другой эксперимент, проведённый в 2015 году был посвящён женщинам и их способностям в мысленном вращении и задаче распознавания эмоций. В ходе эксперимента моделировалась ситуация, в которой женщины чувствовали себя более или менее сильными. Было обнаружено, что женщины в ситуации власти лучше справляются с мысленным вращением (но менее эффективны в распознавании эмоций), чем другие женщины.
Исследования в различии мозга мужчин и женщин может иметь много прочих практических применений. Например, это может помочь в понимании расстройств аутистического спектра. Одна из теорий, касающихся аутизма — это суждение о так называемом экстремальном мужском мозге. Эта теория считает, что мозг аутичных людей обоих полов похож на гипертрофированный мужской. В исследовании, проведённом в 2015 году на не аутичных людях, было обнаружено, что мужчины более успешны в решении задач на мысленное вращение. Затем было выяснено, что аутисты не имеют такого «мужского преимущества» в мысленном вращении. Исследователи считают, что это позволяет опровергнуть «мужской когнитивный профиль», как это предполагается теорией ЭММ.

## Направления дальнейших исследований
Возможно, существует связь между грамотным движением тела и скоростью, с которой люди могут совершать мысленное вращение. Экспериментаторы обнаружили, что дети, которые обучались решать задачи на мысленное вращение, улучшали свои стратегические навыки. Последующие исследования могут искать различия в мысленном вращении через поиск прочих задач, связанных с ним. Люди используют разные стратегии для выполнения заданий, поэтому внимание психологов может быть обращено на тех, кто использует специфические когнитивные навыки, поскольку это может помочь в сравнении компетенций и скорости реакции. Другие учёные продолжат изучать различия в освоении мысленного вращения, основанного на вращающихся объектах. Идентификация испытуемых с объектом может помешать или помочь в процессе мысленного вращения в зависимости от пола и возраста, что поддержит утверждение о более быстрой реакции мужчин. Психологи также будут продолжать сравнивать мысленное и физическое вращение, изучая разницу во времени реакции, а также значимость для экологических последствий.